# Machimus infrafemoralis
Machimus infrafemoralis är en tvåvingeart som beskrevs av Stanley Willard Bromley 1935. Machimus infrafemoralis ingår i släktet Machimus och familjen rovflugor. Inga underarter finns listade i Catalogue of Life.